# Муццано (Тічино)
Муццано (італ. Muzzano) — громада  в Швейцарії в кантоні Тічино, округ Лугано.

## Географія
Громада розташована на відстані близько 155 км на південний схід від Берна, 24 км на південь від Беллінцони.
Муццано має площу 1,6 км², з яких на 48% дозволяється будівництво (житлове та будівництво доріг), 18,4% використовуються в сільськогосподарських цілях, 17,8% зайнято лісами, 15,8% не є продуктивними (річки, льодовики або гори).

## Демографія
2019 року в громаді мешкало 810 осіб (+7,9% порівняно з 2010 роком), іноземців було 23,3%. Густота населення становила 519 осіб/км².
За віковим діапазоном населення розподілялося таким чином: 16,8% — особи молодші 20 років, 59,4% — особи у віці 20—64 років, 23,8% — особи у віці 65 років та старші. Було 356 помешкань (у середньому 2,2 особи в помешканні).
Із загальної кількості 1040 працюючих 73 було зайнятих в первинному секторі, 563 — в обробній промисловості, 404 — в галузі послуг.